# Jean Gachet
Jean Gachet (2 giugno 1894 – 4 febbraio 1968) è stato un pugile francese.

## Palmarès
- Giochi olimpici

Anversa 1920: argento nei pesi piuma.